# نيك أغالار
نيك أغالار (بالإنجليزية: Nick Agallar؛ مواليد 13 يناير 1979) هو مُقاتل فنون قتالية مختلطة أمريكي. نافس في الوزن الخفيف

## وصلات خارجية
- نيك أغالار على موقع يو إف سي (الإنجليزية)
- نيك أغالار على موقع بيلاتور (الإنجليزية)
- نيك أغالار على موقع شيردوغ (الإنجليزية)
- نيك أغالار على موقع IMDb (الإنجليزية)